# Monaco ai Giochi della VII Olimpiade
Monaco ha partecipato ai Giochi della VII Olimpiade di Anversa alla sua prima apparizione con una delegazione di 4 atleti tutti uomini, suddivisi su 2 discipline.